# 靈感應
《靈感應》（英語：Ghost Whisperer，直譯為「鬼語者」）是一部美國幻想驚慄電視劇，於2005年9月23日在美國哥倫比亞廣播公司首播。本劇由約翰·葛雷原創，主演包括珍妮佛·樂芙·休伊、大衛·康瑞德、卡姆琳·曼海姆和傑·摩爾。愛莎·泰勒亦曾是主要演員。香港亞洲電視國際台於2007年6月7日開始播放本劇之第一季，於2008年9月4日開始播放第二季，於2009年7月19日開始播放第三季，於2013年12月20日開始播放第四季。
本劇原名「Ghost Whisperer」指主角米蘭達‧高登（Melinda Gordon，珍妮佛·樂芙·休伊飾演），她有能力看見死去的靈魂，並與他們溝通。她與丈夫吉姆‧凱蘭西（Jim Clancy，David Conrad 飾演）住在美國紐約州的美景鎮。她與好友莫雲雅（Andrea Marino，Aisha Tyler 飾演）一起經營古董店。
第五季為本劇最後一季。

## 角色
- 梅琳逹·高登（Melinda Gordon，珍妮佛·樂芙·休伊飾演）

本劇主角，能與亡魂溝通，並以這天賦超度他們，幫助他們轉世。
- 吉姆·克蘭西（Jim Clancy，大衛·康瑞德飾演）

梅琳達的丈夫，是一名急救員。
- 安卓莉亞·梅利諾（Andrea Marino，愛莎·泰勒（英语：Aisha Tyler）飾演）

梅琳達的好友，並一起經營古董店。
- Delia Banks（卡姆琳·曼海姆飾演）

在梅琳達的古董店工作，後成為好友。
- Rick Payne（杰·摩尔飾演）

一名大學教授。
- Ned Banks（克里斯托弗·桑德斯 飾演）

Delia Banks的兒子，一名學生，最初是他先於母親相信Melinda的能力。

## 往生
在《靈感應》中，人死後會有兩個往生的世界：光明與黑暗。往生世界是本劇的主題。

### 光明
當梅琳達超度亡魂，他們會看見一道光，這道光相等於天堂（Heaven）。觀眾不會看到這道光，而這道光亦只曾在數集出現，包括 The Vanishing、The One、Giving up the Ghost（簡短出現）和 The Gathering。劇中幾乎所有靈魂都轉世到這道光裏。

### 黑暗
並非所有亡魂都轉世到光明，有些會轉世到黑暗，而黑暗則相等於地獄（Hell）。轉世到黑暗的亡魂都充滿仇恨和憤怒。

## 外部連結
- Official CBS website, including
- Van Praagh's blog
- "Ghost Whisperer" （页面存档备份，存于） at Yahoo! TV （页面存档备份，存于）
- Official CTV website
- Ghost Whisperer （页面存档备份，存于）
- Ghost Whisperer @ TV Megasite （页面存档备份，存于）
- Ghost Whisperer @ LIVING (UK) （页面存档备份，存于）
- For News and Updates On The Show. (2nd Official Ghost Whisperer Website) （页面存档备份，存于）
- 互联网电影数据库（IMDb）上《靈感應》的资料（英文）